# Enodia creola
Enodia creola är en fjärilsart som beskrevs av Henry Skinner 1897. Enodia creola ingår i släktet Enodia och familjen praktfjärilar. Inga underarter finns listade i Catalogue of Life.